# Тореев, Василий Фёдорович
Васи́лий Фёдорович Торе́ев (1910, Юрино, Васильсурский уезд, Нижегородская губерния, Российская империя — декабрь 1941?, действующий фронт) — советский государственный и хозяйственный деятель. Депутат Верховного Совета СССР 1-го созыва (1937—1941). Участник Великой Отечественной войны.

## Биография
Родился в 1910 году в посёлке Юрино ныне Юринского района Марий Эл.
В 1930 году окончил курсы инструкторов производственного обучения в Ленинграде.
В 1930—1935 годах — кожевенник, с 1935 года — мастер дубильного цеха Марийского кожевенного треста в Юрино, рабочий-стахановец.
В 1937 году избирался депутатом Верховного Совета СССР 1-го созыва.
В 1940 году учился во Всесоюзной промышленной академии в Москве.
В 1941 году призван в РККА. Участник Великой Отечественной войны, командир взвода. Пропал без вести в декабре 1941 года.

## Память
В Государственном архиве Республики Марий Эл хранится личное дело депутата Верховного Совета СССР 1-го созыва В. Ф. Тореева.